# Zdzisław Strojek
Zdzisław Strojek (ur. 6 grudnia 1964 w Dębicy) – polski piłkarz, grający na pozycji napastnika. W trakcie kariery występował w ośmiu klubach: Igloopolu Dębica, Wiśle Kraków, GKS Katowice, VfB Mödling, Hutniku Kraków, Lubaniu Maniowy, Kmicie Zabierzów i Lotniku Kryspinów.

## Kariera klubowa
Wychowanek Igloopolu Dębica gdzie grał do wiosny 1987 roku. Później był piłkarzem Wisły Kraków oraz GKS Katowice w którym rozegrał 194 spotkania zdobywając Puchar Polski w sezonach 1990/91 oraz 1992/93. Z GKS Katowice zdobył też dwa superpuchary Polski. Następnie grał w VfB Mödling w którym spędził pół roku. Następnym klubem był Hutnik Kraków grał w latach 1997/98-1999. A następnie Lubań Maniowy 1998/99-2000/01. Karierę piłkarską zakończył w Kmicie Zabierzów oraz Lotniku Kryspinów piłkarzem zawodowym był do zakończenia sezonu 2003/04.